# Güteraußenring
Güteraußenring – planowana linia kolejowa w formie pierścienia wokół Berlina, w Niemczech. 
Pierwsze fragmenty zachodniej części powstał na początku XX wieku wraz z Umgehungsbahn. Ze względu na skutki II wojny światowej trasa nie została ukończona. Część trasy stała się później fragmentem Berliner Außenring. Fragmentami linia wykorzystywana jest przez pociągi S-Bahn w Berlinie.